# Regina Poślednik
Regina Poślednik z domu Broda (ur. 1 września 1921 w Pasierbach, zm. 26 maja 2004 w gminie Poniec) – polska rolniczka, poseł na Sejm PRL IV kadencji.

## Życiorys
Córka Michała i Marianny z domu Jędrkowiak. Uzyskała wykształcenie podstawowe, z zawodu rolniczka. Sprawowała funkcję sołtysa Smolic. Została przewodniczącą koła gospodyń wiejskich, a ponadto członkinią kółka rolniczego. Wstąpiła do Polskiej Zjednoczonej Partii Robotniczej. W 1965 uzyskała mandat posła na Sejm PRL IV kadencji w okręgu Leszno. W trakcie kadencji zasiadała w komisji Kultury i Sztuki.